# Tren de la Esperanza
El Tren de la Esperanza es una iniciativa de recuperación patrimonial ferroviaria. El paseo se realiza a bordo de un autocarril Billard 309-t, propiedad de Ferronor. Un paseo de casi media hora sobre el trazado férreo que cruza el pueblo de Catapilco. 
Antiguamente el viaje era de más de 30 kilómetros y cruzaba desde La Calera a la costa, pasando por túneles y un amplio valle hasta llegar a la localidad rural. El trayecto que vecinos del sector y turistas hacían en la década de 1920 para llegar a la Estación Catapilco y desde ahí en carruajes hasta el balneario de Zapallar.
En los próximos años se espera completar 17 kilómetros de vía férrea entre Catapilco y Palos Quemados, en la localidad de El Melón.